# Промаја (серија)
„Промаја” је југословенска телевизијска серија снимљена 1963. године у продукцији Телевизије Београд.

## Епизоде
| Сезона | Епизода | Назив | Датум            |
| ------ | ------- | ----- | ---------------- |
| 1      | 1       | /     | 26.октобра 1963. |
| 1      | 2       | /     | 9.новембра 1963. |

## Улоге
| Глумац                  | Улога                       |
| ----------------------- | --------------------------- |
| Миодраг Петровић Чкаља  | Главни мајстор (2 еп. 1963) |
| Љубомир Дидић           | (2 еп. 1963)                |
| Драгомир Фелба          | (2 еп. 1963)                |
| Живојин Жика Миленковић | (2 еп. 1963)                |
| Жарко Митровић          | (2 еп. 1963)                |
| Михајло Бата Паскаљевић | (2 еп. 1963)                |
| Цане Фирауновић         | (2 еп. 1963)                |
| Предраг Цуне Гојковић   | (2 еп. 1963)                |
| Нада Ризнић             | (2 еп. 1963)                |
| Милан Срдоч             | (2 еп. 1963)                |
| Бранка Веселиновић      | (2 еп. 1963)                |
| Јовиша Војиновић        | (2 еп. 1963)                |
| Никола Симић            | (1 еп. 1963)                |

Комплетна ТВ екипа ▼
| Редитељ    | Мирјана Самарџић    | (2 еп. 1963) |
| Сценариста | Новак Новак         | (2 еп. 1963) |
| Сценариста | Бора Савић          | (2 еп. 1963) |
| Сценариста | Димитрије Живановић | (2 еп. 1963) |
| Сценограф  | Живорад Кукић       | (2 еп. 1963) |